# Reguła opuszczania alternatywy
Reguła opuszczania alternatywy – reguła dowodzenia mówiąca, że jeśli zaakceptujemy prawdziwość alternatywy {\displaystyle \alpha \lor \beta } oraz prawdziwość {\displaystyle \lnot \alpha ,} to musimy zaakceptować też {\displaystyle \beta ,} gdzie {\displaystyle \alpha } i {\displaystyle \beta } stanowią zmienne metajęzykowe, za które podstawiać można formuły KRZ.
| {\displaystyle \alpha \lor \beta } |
| {\displaystyle \neg \alpha }       |
|                                    |
| {\displaystyle \beta }             |